# Pogonognathellus longicornis
Pogonognathellus longicornis is een springstaartensoort uit de familie van de Tomoceridae. De wetenschappelijke naam van de soort is voor het eerst geldig gepubliceerd in 1776 door Müller. 

## Kenmerken
Hij is grijsbruin met blauw pigment op het dijbeen. Hij heeft antennes die veel langer dan het lichaam zijn. Hij is ongeveer 9 millimeter lang met lange antennes die bij aanraking in een ongebruikelijke spiraalvorm krullen.